# Lyckantropen Themes
Lyckantropen Themes – album norweskiego zespołu muzycznego Ulver, zawierający muzykę do filmu Lyckantropen szwedzkiego reżysera Steve'a Ericssona. Został wydany 26 listopada 2002 roku przez niezależną wytwórnię płytową Jester Records.

## Lista utworów
1. "Theme 1" - 1:21
2. "Theme 2" - 1:37
3. "Theme 3" - 7:13
4. "Theme 4" - 2:14
5. "Theme 5" - 4:48
6. "Theme 6" - 2:41
7. "Theme 7" - 2:38
8. "Theme 8" - 4:17
9. "Theme 9" - 5:50
10. "Theme 10" - 3:44

## Twórcy
- Kristoffer "Trickster G." Rygg - instrumenty klawiszowe, produkcja
- Tore Ylwizaker - instrumenty klawiszowe, pianino, produkcja